# Catalpa (album)
Catalpa is het debuutalbum van Jolie Holland.

## Tracks
1. "Alley Flowers" – 5:02
2. "All the Morning Birds" – 4:23
3. "Roll My Blues" – 4:06
4. "Black Hand Blues" – 2:55
5. "December, 1999" – 3:36
6. "I Wanna Die" – 5:19
7. "Demon Lover Improv" – 4:32
8. "Catalpa Waltz" – 5:08
9. "The Littlest Birds" – 3:59
10. "Wandering Angus" – 3:59
11. "Periphery Waltz" – 4:06
12. "Ghost Waltz" – 3:50

## Samenstelling
- Jolie Holland – Zang, gitaar, drums
- David Mihaly – Drums, bellen
- Enzo Garcia – Harmonica, banjo
- Chris Arnold – Zingende zaag, verschillende slaginstrumenten
- Brian Miller – Elektrische gitaar

Discografie: Catalpa (2003) · Escondida (2004) · Springtime Can Kill You (2006) · Pint of Blood (2011)